# Список лідерів кінопрокату України 2009
Список лідерів кінопрокату України 2009 містить анотоване перерахування лідерів бокс-офісу України для фільмів, що вперше вийшли в український кінопрокат протягом календарного року 2009 та які за всю свою прокатну історію в Україні зібрали суму у понад $1 млн. 
Список включає збори, зароблені фільмами під-час продажу квитків у кінотеатрах; прибуток від VHS/DVD/Blu-Ray/Video-on-demand, показу на ТБ тощо не враховується. Суми вказуються у доларах США і не враховують інфляцію. Якщо не вказано іншого джерела, суми касових зборів наведені за даними сайту Box Office Mojo.
| #  | Назва фільму                          | Країна                 | Збори в Україні, $ |
| -- | ------------------------------------- | ---------------------- | ------------------ |
| 1  | Аватар                                | США, Велика Британія   | 8 691 077          |
| 2  | 2012                                  | США                    | 3 256 007          |
| 3  | Льодовиковий період 3: Ера динозаврів | США                    | 2 837 355          |
| 4  | Кохання у великому місті              | Росія, Україна         | 2 276 763          |
| 5  | Тарас Бульба                          | Росія, Україна, Польща | 1 834 005          |
| 6  | Гаррі Поттер і Напівкровний Принц     | Велика Британія, США   | 1 790 759          |
| 7  | Канікули суворого режиму              | Росія                  | 1 725 910          |
| 8  | Залюднений острів                     | Росія                  | 1 721 501          |
| 9  | Ангели і демони                       | США                    | 1 577 031          |
| 10 | Трансформери: Помста полеглих         | США                    | 1 485 242          |
| 11 | Різдвяна історія                      | США                    | 1 329 285          |
| 12 | Термінатор: Спасіння прийде           | США                    | 1 321 833          |
| 13 | Сутінки. Сага. Новолуння              | США                    | 1 315 158          |
| 14 | Найкращий фільм 2                     | Росія                  | 1 159 002          |
| 15 | Пункт призначення 4                   | США                    | 1 044 270          |
| 16 | Форсаж 4                              | США                    | 1 007 293          |